# Тройден Прінслу
Тройден Прінслу (англ. Troyden Prinsloo, 16 вересня 1985) — південноафриканський плавець.
Учасник Олімпійських Ігор 2008, 2012 років.
Переможець Всеафриканських ігор 2007 року.
Призер Пантихоокеанського чемпіонату з плавання 2006 року.